# Мілан Луговий
Мілан Луговий (словац. Milan Luhový, нар. 1 січня 1963, Ружомберок) — чехословацький та словацький футболіст, що грав на позиції нападника.
Виступав на батьківщині за клуби «Гумарне» (Пухов), «Слован» та «Дукла» (Прага), а також національну збірну Чехословаччини. Став дворазовим володарем Кубка Чехословаччини та дворазовим найкращим бомбардиром чемпіонату. З 1990 року грав за кордоном у іспанському «Спортінгу» (Хіхон), французькому «Сент-Етьєні», грецькому ПАОКу та бельгійському «Сент-Трюйдені», де і авершив кар'єру у 1995 році

## Клубна кар'єра
У дорослому футболі дебютував 1979 року виступами за команду клубу «Гумарне» (Пухов) з другого дивізіону, взявши участь у 27 матчах чемпіонату.
На початку 1982 року перейшов у братиславський «Слован», з яким в тому ж сезоні став володарем Кубка Чехословаччини, після чого провів у клубі ще два сезони, будучи незмінним гравцем основи.
Своєю грою привернув увагу представників тренерського штабу празької «Дукли», до складу якого приєднався влітку 1984 року. Відіграв за празьку команду наступні п'ять з половиною сезонів своєї ігрової кар'єри. У сезоні 1984/85 Мілан вдруге у своїй кар'єрі виграв Кубок Чехословаччини, а у наступному з командою став півфіналістом Кубка кубків 1985/86. У сезоні 1987/88 «Дукла» стала віце-чемпіоном Чехословаччини, а Мілан з 24 голами — найкращим бомбардиром чемпіонату. У наступному сезоні 1988/89 нападник забив 25 голів і знову став найкращим бомбардиром чемпіонату. У черговому сезоні 1989/90 Мілан знову був серед найкращих бомбардирів, але в середині сезону перейшов у іспанський «Спортінг» (Хіхон), тому стати найкращим бомбардиром не зумів, натомість це почесне звання отримав його брат Любомир.
Після двох з половиною сезонів у «Спортінгу» в Прімері, Мілан перейшов у французький «Сент-Етьєн», за який виступав у сезоні 1992/93 в Дивізіоні 1. У Франції Мілан основним гравцем не став, тому влітку 1993 року перейшов у грецький ПАОК, де за півтора року забив 16 голів у 42 матчах чемпіонату.
Завершив професійну ігрову кар'єру у віці 32 років у бельгійському «Сент-Трюйдені», за який недовго виступав протягом першої половини 1995 року.

## Виступи за збірну
6 жовтня 1982 року дебютував в офіційних іграх у складі національної збірної Чехословаччини в матчі кваліфікації до чемпіонату Європи 1984 року проти збірної Швеції (2:2).
У складі збірної був учасником чемпіонату світу 1990 року в Італії, де 10 червня у матчі групового етапу проти збірної США (5:1) вийшов на 76-й хвилині і на 90-й забив гол. Цей матч для Мілана лишився єдиним на турнірі, а чехословаки дійшли до чвертьфіналу турніру, де поступились майбутнім тріумфаторам західним німцям.
Всього протягом кар'єри у національній команді, яка тривала 10 років, провів у формі головної команди країни 31 матч, забивши 7 голів.

## Титули і досягнення

### Командні
- Володар Кубка Чехословаччини (2):

«Слован»: 1981–82
«Дукла» (Прага): 1984–85

### Особисті
- Найкращий бомбардир чемпіонату Чехословаччини: 1987-88 (24 голи), 1988-89 (25 голів)